# Comuna Zaudaika, Icinea
Zaudaika (în ucraineană Заудайка) este o comună în raionul Icinea, regiunea Cernihiv, Ucraina, formată din satele Korșakî și Zaudaika (reședința).

## Demografie
Componența lingvistică a comunei Zaudaika
     Ucraineană (98,69%)
     Rusă (1,31%)
Conform recensământului din 2001, majoritatea populației comunei Zaudaika era vorbitoare de ucraineană (98,69%), existând în minoritate și vorbitori de rusă (1,31%).